# Курчо, Роза
Роза Курчо (итал. Rosa Curcio) или Мария Распятия (итал. Maria Crocifissa; 30 апреля 1877, Испика — 4 июля 1957, Санта-Маринелла, Лацио) — блаженная Римско-католической церкви, монахиня, основательница Конгрегации Кармелиток Миссионерок Святой Терезы Младенца Иисуса (SCMSTBG).

## Биография
Роза Курчо родилась 30 января 1877 года в Испике на юго-востоке Сицилии в семье Сальватора Курчо и Кончетты Францо̀. Она была седьмым ребёнком из десяти детей в этой многодетной и состоятельной семье. Семья придерживалась консервативных взглядов на воспитание детей, поэтому Роза обучалась в начальной школе только до шестого класса. Недостаток в образовании она компенсировала чтением книг из домашней библиотеки, где нашла и прочитала книгу «Жизнь святой Терезы Иисуса» — знаменитого реформатора ордена кармелитов.
В 13 лет Роза вступила в третий орден кармелитов, приняв новое имя Марии Распятия. В то время она часто посещала санктуарий Богоматери Кармельской в Испике, и здесь испытала свой первый мистический опыт. С несколькими девушками Роза образовала неформальную общину в одной из комнат родительского дома, где кроме молитвы и дел покаяния, они обучались рукоделию и христианскому вероучению.
В 1912 году девушки переехали в Модику, где им был доверен приют кармелитов для приема и помощи девочкам-сиротам. Новый местный епископ потребовал от Марии поменять духовность общины с кармелитской на доминиканскую. Основательница не подчинилась. В итоге епископ отказал общине в статусе епархиального учреждения. Мария вступила в переписку с епископам и монахами-кармелитам, прося их о помощи.
В июне 1924 года местный провинциал кармелитов на Сицилии познакомил её с профессором Лаврентием ван ден Эйренбеемтом — собратом по ордену из Нидерландов, который жил и преподавал в Риме. Лаврентий искал среди кармелитов монахов и монахинь для миссионерского служения на острове Ява, бывшем тогда колонией Нидерландов. Он, познакомившись с харизмой общины, одобрил её цели и стал духовником сестер.
После неудачной попытки основать конгрегацию в Неаполе, 17 мая 1925 года Мария приехала в Рим для участия в торжествах по случаю канонизации святой Терезы Младенца Иисуса. На следующий день, вместе с Лаврентием, она прибыла в Санта-Маринелла. Получив благословение местного епископа, 3 июля 1925 года община окончательно обосновалась в этом городе и 16 июля того же года была принята в ассоциацию кармелитов. В 1930 году ей был присвоен статус епархиального института и название Конгрегации Сестер Кармелиток Миссионерок Святой Терезы Младенца Иисуса. В 1947 году Мария послала первых четырёх монахинь в Бразилию.
Всю жизнь основательница страдала из-за слабого иммунитета и диабета. Последние годы она провела, прикованной к постели, продолжая молиться и благословлять своих монахинь.
Мария Распятия скончалась 4 июля 1957 года в Санта-Маринелла.

## Прославление
С июня 1991 года мощи Марии Распятия находятся в часовне в Санта-Маринелла. 12 февраля 1989 года начался процесс по её беактификации, который завершился 19 октября 2004 года. Римский папа Бенедикт XVI 13 ноября 2005 года причислил её к лику блаженных.
Литургическая память ей совершается 4 июля.